# 大湾镇 (六盘水市)
大湾镇，是中华人民共和国贵州省六盤水市钟山区下辖的一个乡镇级行政单位。

## 行政区划
大湾镇下辖以下地区：
二塘社区、木冲沟社区、开化社区、大湾社区、小湾社区、海开社区村、幸福社区村、顶拉社区村、山根脚社区村、安乐社区村、新寨社区村、大庆社区村、海嘎社区村和腊寨社区村。